# Robert Charles Sands

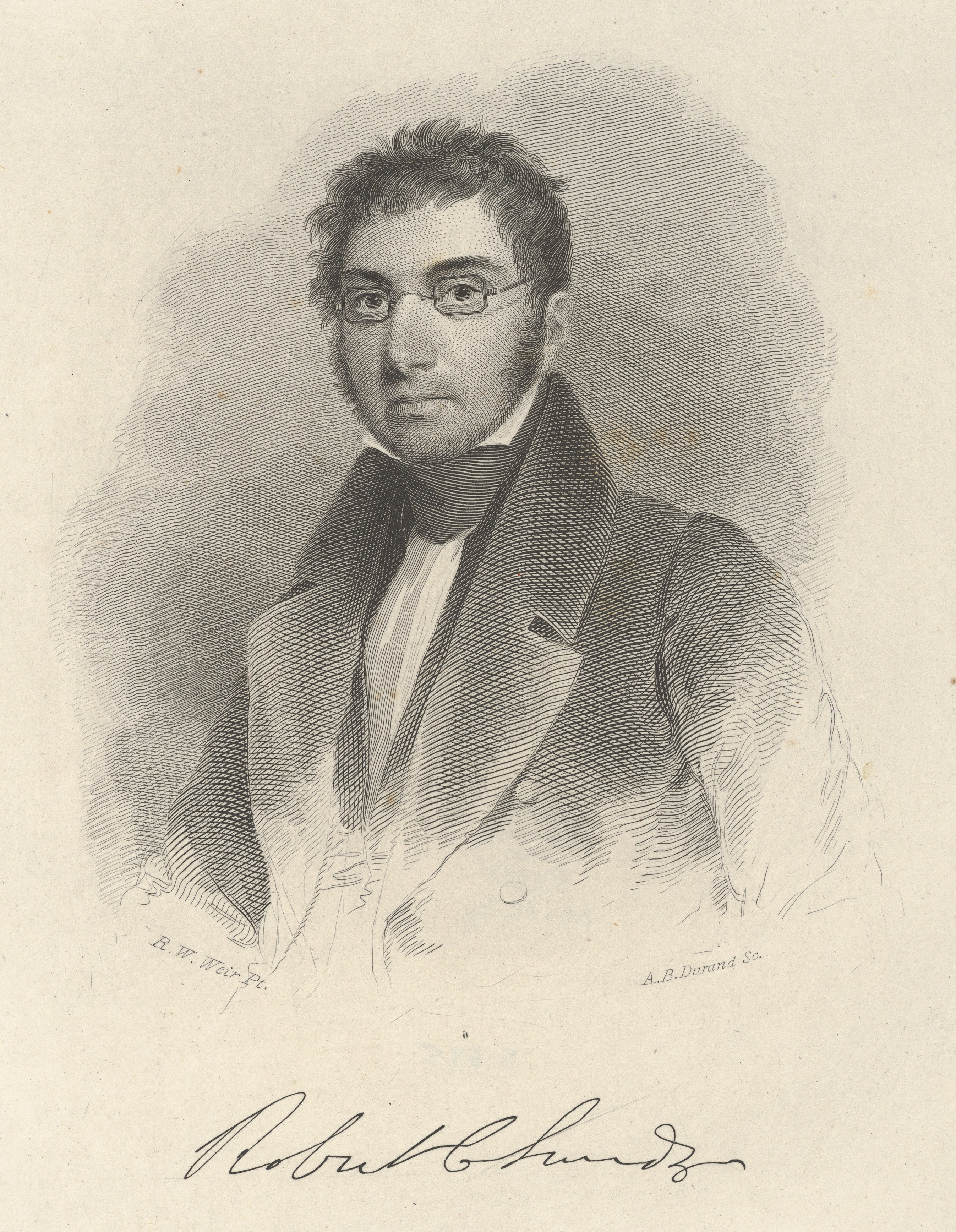
Robert Charles Sands, etwa 1829

Robert Charles Sands (* 11. Mai 1799 in Flatbush, Kings County, New York; † 17. Dezember 1832 in Hoboken (New Jersey)) war ein US-amerikanischer Schriftsteller und Dichter.

## Leben und Werk
Robert Charles Sands war ein Sohn des Auditor General Comfort Sands (1748–1834). Er erwarb sich früh tüchtige Kenntnisse in den klassischen Sprachen sowie in Mathematik und schloss 1815 die High School in Columbia ab. Während seiner College-Zeit hatte er mit seinem Schulkollegen James Wallis Eastburn zwei Zeitschriften herauszugeben geplant, von denen er die Academic Recreations ein Jahr lang edierte und zu der er Prosa- und Versstücke beisteuerte. Seit 1816 studierte er die Rechte bei David B. Ogden, ohne jedoch die Poesie zu vernachlässigen.
Mit seiner in Byrons Weise geschriebenen Romanze The bridal of Vaumond trat Sands 1817 öffentlich als Dichter auf. Er war einer der Autoren der Essay-Reihe The Neologist (1817) im Daily Advertiser sowie einer weiteren, die den Titel The Amphilogist (1819) trug. Mit seinem Freund Eastburn übertrug er die Psalmen Davids in Verse. Auch begann er mit Eastburn ein Heldengedicht über die 1675–1676 geführten Kriege der Indianer gegen die Kolonisten Neuenglands, das er nach Eastburns Ende 1819 erfolgtem Tod vollendete und 1820 unter dem Titel Yamoyden, a tale of the wars of King Philip, in six cantos herausgab. In demselben Jahr wurde Sands Advokat und erlernte gleichzeitig Italienisch, Spanisch sowie Portugiesisch.
Sands leitete seit 1823 verschiedene Zeitschriften. So startete er im Mai 1824 das Atlantic Magazine, und als dieses in New York Review umbenannt wurde, redigierte er es von 1825 bis 1827 zusammen mit William Cullen Bryant. Zuletzt gab er von 1827 bis zu seinem Tod den New York commercial advertiser heraus. Ferner schrieb er 1828 eine historische Notiz über das Leben von Hernán Cortés, die eine für den südamerikanischen Markt bestimmte Publikation von Cortes’ Briefen begleiten sollte. Deshalb wurde Sands’ Cortes-Biographie von Manuel Dominguez ins Spanische übersetzt und erschien erst nach dem Tod des Autors in dessen eigener Sprache in dessen Werksammlung. 1830 publizierte Sands The life and correspondence of John Paul Jones sowie 1832 im Verein mit Bryant, Catharine Sedgwick u. a. Tales of the Glauber Spa, für welches Werk er u. a. die witzige Einleitung verfasste. Sein letztes Gedicht besang die Toten von 1832.
Am 17. Dezember 1832 starb Sands inmitten literarischer Tätigkeit im Alter von nur 33 Jahre an einem Schlaganfall in Hoboken, wo er in seinen letzten Lebensjahren gewohnt hatte. Seine gesammelten Werke nebst seiner Biographie gab sein Freund Gulian C. Verplanck als Writings in Prose and Verse, with a Memoir (2 Bände, New York 1834) heraus.